# Униан (Пиауи)

Униан на карте штата.

Униан (порт. União) — муниципалитет в Бразилии, входит в штат Пиауи. Составная часть мезорегиона Северо-центральная часть штата Пиауи. Входит в экономико-статистический микрорегион Терезина. Население составляет 42 654 человек на 2010 год. Занимает площадь 1173,447 км². Плотность населения — 36,35 чел./км².

## Демография
Согласно сведениям, собранным в ходе переписи 2010 года Национальным институтом географии и статистики (IBGE), население муниципалитета составляет:
| Полное население                               | Полное население                               | Полное население                               | Полное население                               | 42 654 |
| ---------------------------------------------- | ---------------------------------------------- | ---------------------------------------------- | ---------------------------------------------- | ------ |
| в том числе:                                   | Городское население                            | 20 965                                         | Процент городского населения, %                | 49,15  |
|                                                | Сельское население                             | 21 689                                         | Процент сельского населения, %                 | 50,85  |
|                                                | Мужское население                              | 21 404                                         | Процент мужского населения, %                  | 50,18  |
|                                                | Женское население                              | 21 250                                         | Процент женского населения, %                  | 49,82  |
| Плотность населения, чел/км²                   | Плотность населения, чел/км²                   | Плотность населения, чел/км²                   | Плотность населения, чел/км²                   | 36,35  |
| Население муниципалитета в % к населению штата | Население муниципалитета в % к населению штата | Население муниципалитета в % к населению штата | Население муниципалитета в % к населению штата | 1,37   |

По данным оценки 2016 года, население муниципалитета составляет 43 606 жителей.

## Статистика
- Валовой внутренний продукт на 2003 год составляет 107 827 561,00 реалов (данные: Бразильский институт географии и статистики).
- Валовой внутренний продукт на душу населения на 2003 год составляет 2616,09 реалов (данные: Бразильский институт географии и статистики).
- Индекс развития человеческого потенциала на 2000 год составляет 0,601 (данные: Программа развития ООН).